# Aphyolebias obliquus
Aphyolebias obliquus es una especie de pez de agua dulce, de la familia de los rivulinos.
Son peces de muy pequeño tamaño, con una longitud máxima descrita de tan solo 4,8 cm, sin espinas en las aletas.

## Distribución y hábitat
Se distribuye por América del Sur en ríos de la amazonía de Bolivia, donde es endémica y sólo se conoce en la cuenca del río Mamoré. Esta especie es bentopelágica, encontrándose en un pantano temporal del bosque inundado estacionalmente.
El drenaje de los humedales para la agricultura y el uso de agroquímicos está causando una disminución continua en la extensión y calidad del hábitat de esta especie, por lo que se considera que su estado de conservación es vulnerable. Sin embargo, en la actualidad está siendo protegida en la Reserva de biosfera Estación Biológica del Beni.